# Dirk Brandes
Dirk Brandes (* 25. Mai 1974 in Langenhagen) ist ein deutscher Politiker (AfD) und seit Oktober 2021 Mitglied des Deutschen Bundestages.

## Ausbildung und Beruf
Dirk Brandes erhielt sein Fachabitur mit dem Schwerpunkt Wirtschaft.
Er ist gelernter Industriekaufmann und Betriebswirt und war im Vertrieb und im Bereich der Lagerlogistik bei einem Hersteller von Medizin- und Kosmetikprodukten tätig.

## Politische Tätigkeiten
Seit 2013 ist Brandes AfD-Mitglied. Zunächst war er stellvertretender Vorsitzender der AfD-Region Hannover. Seit 2018 ist er Kreisvorsitzender des Kreisverbandes Hannover-Land. Er ist Geschäftsführer der AfD-Fraktion in der Regionsversammlung der Region Hannover.
Bei der Bundestagswahl 2021 erreichte Brandes im Bundestagswahlkreis Hannover-Land II mit 7,50 % der Erststimmen den vierten Platz und verpasste somit das Direktmandat. Er zog über Platz 6 der Landesliste Niedersachsen seiner Partei in den 20. Deutschen Bundestag ein. Dirk Brandes ist Mitglied im Verkehrs- und im Petitionsausschuss. Brandes leitet zudem den Arbeitskreis Petition innerhalb der AfD-Fraktion. Er ist stv. Mitglied im Ausschuss für Klimaschutz und Energie.
Dirk Brandes gilt als einer der wesentlichen Akteure des niedersächsischen Netzwerks „Pegasus Germanus“, das sich als Zusammenschluss „wertekonservativer Patrioten“ versteht und ein Ableger des thüringischen Flügels darstellt. Die Gruppierung ist ebenfalls ein Beobachtungsfall des Verfassungsschutzes.